# Tommy Flanagan

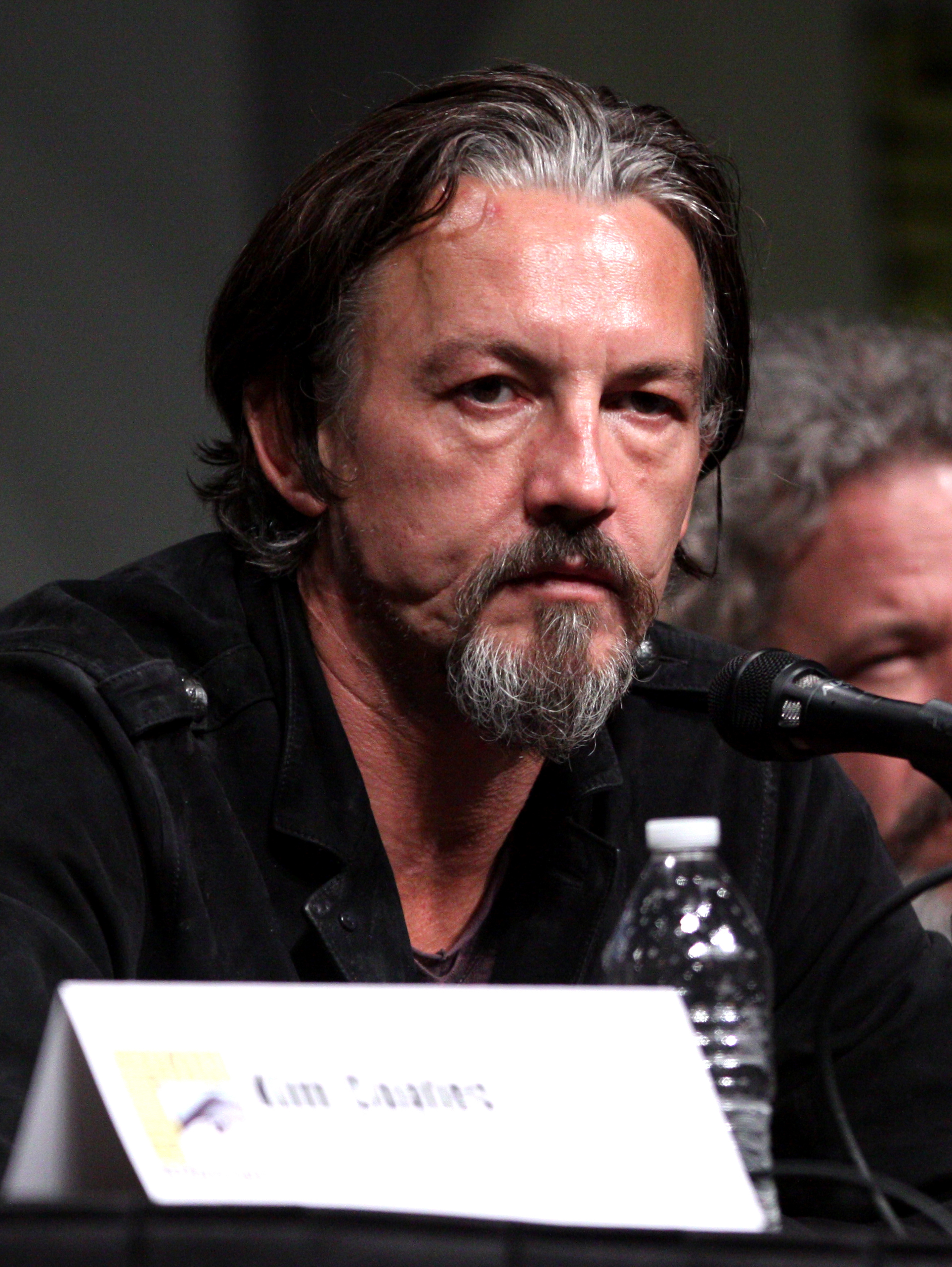
Tommy Flanagan

Tommy Flanagan (3 de julho de 1965) é um ator escocês que teve papéis em vários filmes.
Flanagan nasceu em Glasgow, na Escócia, o terceiro de cinco filhos. Quando Flanagan tinha seis anos de idade, seu pai abandonou a família. Ele cresceu na zona norte de Glasgow e admitiu a entrar em alguns problemas, mas diz também que sua mãe Betty sempre o manteve na linha. Em seus primeiros anos, Flanagan trabalhou como pintor, decorador e disc jockey. Uma noite, enquanto saía de um pub onde trabalhava, foi assaltado, e um rapaz tentou roubar o seu casaco, mas Tommy resistiu. Então, o assaltante pulou em suas costas e o esfaqueou,  quase matando-o e deixando uma cicatriz no seu rosto para sempre. Quando viu seu rosto depois de uma recuperação intensiva, ele chorou, pensando que não poderia voltar à sua antiga vida. Seu amigo mais próximo, Robert Carlyle, e sua esposa, Caroline, lhe sugeriram que virasse ator. Primeiramente, não gostou muito da ideia, mas, em seguida, pensou melhor e decidiu dar uma chance ao teatro. Ele trabalhou no Teatro Raindog por 3 anos antes de Mel Gibson dar sua primeira grande oportunidade em Coração Valente (1995). 

## Filmografia parcial
- Wu Assassins, como Alec McCullough
- Sons of Anarchy, como Filip "Chibs" Telford
- Peaky Blinders
- Face/Off
- Sunset Strip
- Gladiator
- Alien vs. Predator
- Sin City
- Smokin' Aces
- Smokin' Aces 2: Assassins' Ball
- When a Stranger Calls
- All About the Benjamins
- The Last Drop
- Braveheart
- Guardians of the Galaxy 2
- Charlie's Angels

Ele também retratou um membro regular do elenco de Sons of Anarchy, no qual ele interpreta o motociclista Filip "Chibs" Telford, Vice-presidente do charter original do Motoclube. 
Flanagan apareceu no episódio "Headlock" de Lie To Me, exibido nos Estados Unidos na segunda-feira, 2 de agosto de 2010. Em julho de 2016 participou do clipe da banda Korn, "Rotting In Vain."